# انسان‌گرایی مسیحی

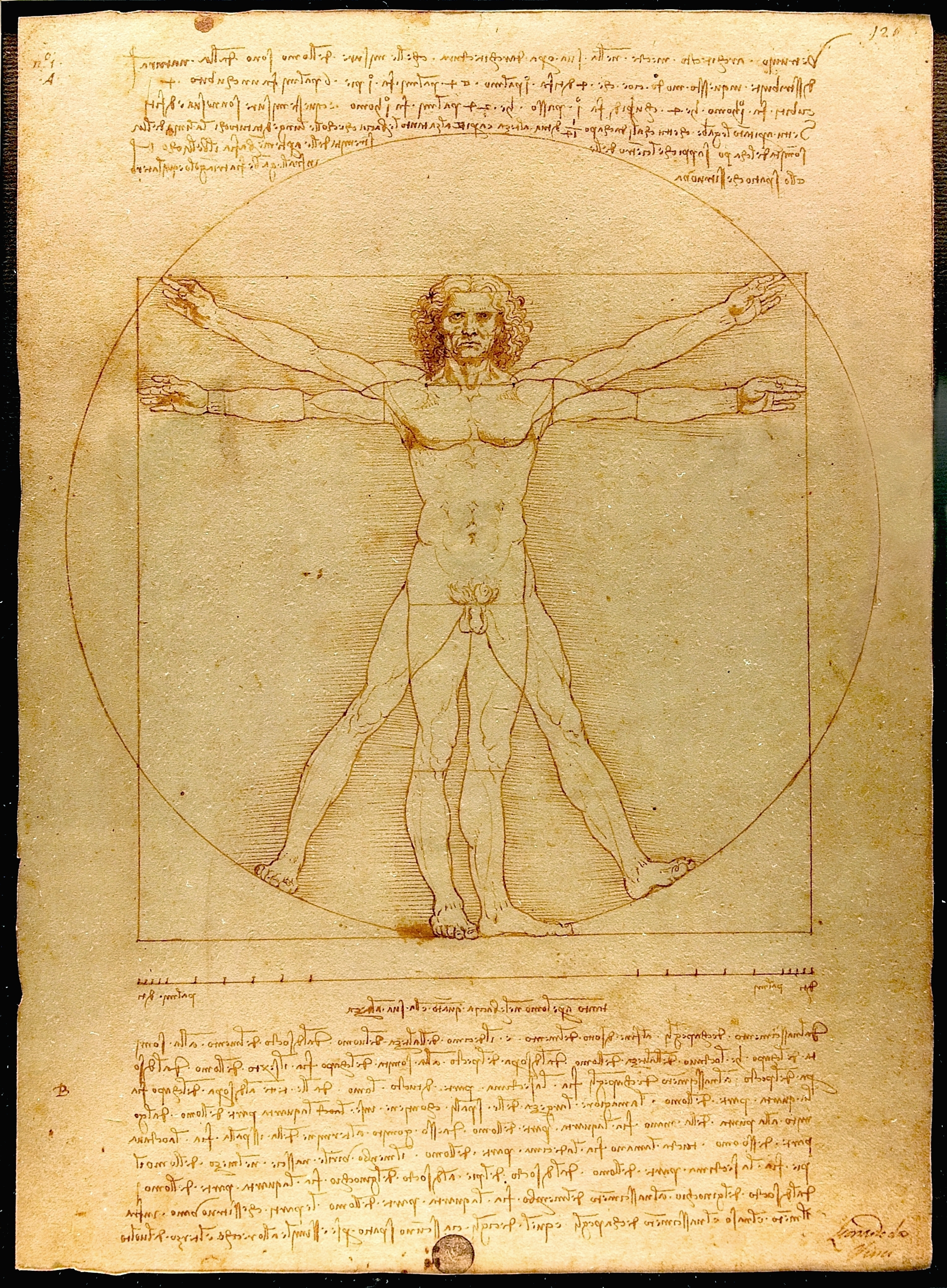
مرد ویترویوسی (حدود ۱۴۹۰ میلادی) اثر لئوناردو داوینچی، همبستگی نسبت‌های بدن انسان ایده‌آل را به کمک هندسه نشان داده شده که توسط معمار رومی، ویتروویوس در اثرش در باب معماری توصیف شده‌است. ویتروویوس شکل بدن انسان را به طرزی توصیف کرده‌است که گویی منبع اصلی تناسب در میان ترتیبات کلاسیک در معماری است.

انسان‌گرایی مسیحی (به انگلیسی: Christian humanism)، اصول مرتبط به انسان‌گرایی مانند کرامت انسانی، آزادی فردی و اهمیت خوشحالی را بخشی از آموزه‌های اساسی و اصلی یا حتی ویژه عیسی می‌داند. طرفداران انسان‌گرایی مسیحی ریشه آنرا به رنسانس یا دوره پدرشناسی نسبت داده و باورهای خود را به جنبش عالمانه که «انسان‌گرایی» نیز گفته می‌شود ارتباط می‌دهند.
الهی‌دانانی چون «جنز زیمرمن» مفهوم انسان‌گرایی مسیحی را یک نیروی متقاعد کننده در تاریخ مسیحیت می‌داند. از نظر زیمرمن، انسان‌گرایی مسیحی به عنوان یک سنت از این تعالیم مسیح نشأت می‌گیرد که می‌گوید خدا در کالبد عیسی به انسان مبدل شد تا انسانیت را رستگار ساخته و بر عمل‌کرد مشارکت جمعی انسان (کلیسا) بر مبنای زندگی مسیح تأکید بیشتر نماید.
این اصطلاح اخیراً توسط برخی متخصصین انسان‌گرا مانند «اندرو کاپسن» مورد انتقاد قرار گرفته‌است، کاپسن استدلال می‌نماید که پدیدهٔ شناسایی مسیحی‌ها با برچسب «انسان‌گرا» به‌طور گسترده واکنشی به غالب بودن استفاده از برچسب «انسان‌گرا» توسط افراد غیرمذهبی از قرن بیستم میلادی به بعد بوده‌است. از سوی دیگر، برخی از نویسندگان مسیحی ادعای استثنائی بودن مسیحیت را دارند یا استدلال می‌نمایند که سایر برداشت‌ها از انسان‌گرایی نامعتبر است. برخی دیگر به مراتب فراتر رفته و می‌گویند ایده‌های «انسانیت مشترک، دلیل مطلق، آزادی، فردیت، حقوق بشر، رهایی انسان و پیشرفت و در واقع مفهوم اساسی دنیویت (که توصیفگر سکولوم از جانب خداوند تا بازگشت مسیح است) اساساً بدون ریشه‌های انسان‌گرایی مسیحی، غیرقابل تفکر هستند».

## تعاریف
عامل اصلی که انسان‌گرایی مسیحی را از سایر انواع انسان‌گرایی متمایز می‌نماید این است که انسان‌گراهای مسیحی نه تنها موضوعات دینی یا الهیات را در بخشی یا تمامی کارهای خود بحث نمودند (همان‌گونه که تمامی انسان‌گراهای رنسانس بحث کردند) بلکه از نظر چارلز نیورت.
آن‌ها رابطهٔ میان از یک سو تعالیم انسان‌گرایانه و آموزش‌های زبان و ادبیات کلاسیک و از سوی دیگر مطالعه مسیحیت باستانی شامل انجیل و پدرهای کلیسا ایجاد نمودند… حتی مهم‌تر از آن این‌که، آن‌ها کارهای علمی خود (کلاسیک و هم‌چنین انجیلی و پدر سالاری) را با هدف آوردن تجدید معنوی و اصلاح بنیادی جامعه مسیحیت نسبت دادند. این رابطه میان تلاش‌های علمی آن‌ها و اشتیاق شدید شان برای ایجاد یک تجدید معنوی و بنیادی ویژگی مشخصی است که «انسان‌گرایی مسیحی» را به عنوان یک گروه از سایر انسان‌گراهای که اتفاقاً دیندار هستند متمایز می‌سازد.

## تاریخچه

### رنسانس

#### خاستگاه‌ها
انسان‌گرایی مسیحی از اواخر قرن پانزدهم میلادی با کارهای ابتدای شخصیت‌های چون «جیکوب ویمپفلینگ» ، «جان کولیت» و تامس مور، آغاز گردیده و سپس با ظهور شخصیت‌های بسیار تأثیر گذار در رنسانس و انسان‌گرایی مانند ژاک لوفور دتپل و به‌ویژه اراسموس، که بعدها به بزرگ‌ترین دانش‌مند رنسانس شمالی مبدل گردید، بر بیشتر افکار در نیمه اول قرن شانزدهم میلادی تسلط یافت. این پژوهشگران بیشتر کارهای ذهنی خود برای اصلاح کلیسا و احیای مجدد زندگی معنوی را از طریق آموزش انسان‌گرایی انجام دادند و از فساد که آن‌ها در کلیسا و زندگی روحانی می‌دیدند صریحاً نقد می‌کردند. آن‌ها عالی‌ترین آموزه‌های اخلاقیات از فیلسوفان اخلاقی قبل از مسیحیت مانند سیسرون و سِنِکا را با تفاسیر مسیحی که از مطالعه کتاب مقدس و پدران کلیسا بدست می‌آمد، ترکیب می‌کردند.

#### جیکوب ویمپفلینگ
هرچند اولین انسان‌گراها تلاش اندکی برای سوق دادن کارهای فکری خود به‌سوی اصلاح کلیسا و احیای مجدد زندگی معنوی از طریق آموزش انسان‌گرایی نمودند، اولین نشانه‌ها و کارها در رابطه به این ایده با «جیکوب ویمپفلینگ»‏ (۱۴۵۰–۱۵۲۸) که یک انسان‌گرای رنسانس و الهی‌دان بود شروع شد. ویمپفلینگ از قیمومت کلیسایی و فساد اخلاقی بسیاری از کشیشان انتقادات بسیاری کرد، اما کم‌رویی و ترس وی از ایجاد مناقشه، او را از تبدیل کارهایش از حرف به عمل بازداشت. هرچند وی عاشق خواندن نوشته‌های کلاسیک از نویسندگان کلاسیک عصر عتیق بود، اما ترس به وی اجازه نداد تا آن‌ها را به پیروان عادی مسیحیت معرفی نماید و تلاش نمود تا از کارهای پدران کلیسای لاتین و انگشت‌شمار شاعران مسیحی از اواخر امپراطوری روم استفاده نموده و یک نظام جدید آموزشی ساخته تا رهبران کلیسا که در دین مسیحیت آموزش دیده‌اند، نویسندگان برجسته کلیسا و چند نوشته مهم کلاسیک فراهم نموده و بنابراین وضعیت مسیحیت را بهبود بخشد.

#### جان کولیت

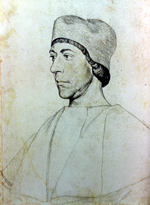
پرتره‌ای از جان کولیت

«جان کولیت»‏ (۱۴۶۷–۱۵۱۹ میلادی) یکی‌دیگر از شخصیت‌های بزرگ در انسان‌گرایی مسیحی اولیه بود و نسبت به هم‌عصر پیرتر خود، جیکوب ویمپفلینگ، تأثیرات فرهنگی بیشتری داشت. او که به فیلسوفان نوافلاطون‌گرا مانند مارسیلیو فیچینو و پیکو دلا میراندولا علاقه داشت و برای توسعه روش‌های انسان‌گرایانه تحلیل متون و ایجاد ایده‌ها و اصول مفصل در مورد آن‌ها مورد تقدیر قرار گرفت، این روش‌های انسان‌گرایانه را در نامه‌های پولس رسول اعمال نمود. کولیت دکترای خود را در ۱۵۰۵ میلادی به اتمام رساند و سپس رئیس «کلیسای بزرگ پاول» مقدس شد. در آن‌جا، وی از اقبال خود استفاده نموده و مکتب پسرانه پاول مقدس را در نزدیکی کلیسای بزرگ تأسیس کرد. این مکتب هم از نگاه آموزش لاتین و هم از نگاه آماده نمودن شاگردان خود از نظر اخلاقی و هم‌چنین استخدام انسان‌گراهای چیره‌دست برای توصیه یا تهیه کتاب درسی برای مکتب، کاملاً یک مکتب انسان‌گرا بود. بهترین نویسندگان مسیحی در این مکتب آموزش دیده بودند و هم‌چنین این مکتب پر از متون غیر مسیحی (به‌طور برجسته از سیسرون و ویرژیل) بود، با این حال محدودیت‌های کولیت در تدریس سایر متون کلاسیک به عنوان یک امر ضد انسان‌گرایی پنداشته شد و سریعاً توسط مدیران مدرسه تغییر داده شد. بعد از مرگ وی، مکتب پاول مقدس به یک نهاد تأثیرگذار در انسان‌گرایی مبدل شد. او منتقد بسیاری از رهبران کلیسا بود. کولیت، اهمیت یادگیری زبان یونانی را در بخش اِعمال روش‌های انسان‌گرایانه در متون انجیل درک نکرد و این امر بزرگ‌ترین نقطه قوت اراسموس بود.

#### ژاک لوفر دپل
ژاک لوفور دتپل (۱۴۵۳–۱۵۳۶ میلادی)، همراه با اراسموس، از جمله نخستین انسان‌گرایان بزرگ مسیحی بودند که به اهمیت ادغام آموزه‌های مسیحیت، هم نوشته‌های پدرانه و هم نوشته‌های کتاب مقدس، با بسیاری از بهترین دست‌آوردهای فکری تمدن‌های باستان و افکار کلاسیک پی‌برد. او تحصیلات خود را در دانشگاه پاریس به اتمام رساند و به دلیل علاقه‌ای که به تغییرات فرهنگی آن زمان در ایتالیا داشت شروع به یادگیری زبان یونانی تحت نظر «جورج هرمونیموس» نمود. وی در پاریس علوم انسانی تدریس می‌کرد و کتاب معرفی بر متافیزیک ارسطو که از جمله کارهای علمی اولیه او بود را می‌نوشت. او نوشته‌های زیادی در مورد ارسطو ارایه نمود و استفاده از کارهای ترجمه شده ارسطو که مستقیماً از زبان یونانی ترجمه شده بودند را به‌جای استفاده از ترجمه‌های لاتین قرون وسطایی که در آن زمان وجود داشت، ترغیب می‌نمود.